# Бирендранагар
Бирендранагар (непальск. वीरेन्द्रनगर) — седьмой по величине город Непала, расположенный в районе Сургхет. Является важным туристическим, образовательным и медицинским центром. По результатам переписи 2001 года население города составляло 22 937 человек в 4773 домохозяйствах.
В первую очередь интересен благодаря королевскому заповеднику Бардия, расположенному неподалёку от города.